# Grässkorpa
Grässkorpa (Phyllachora graminis) är en svampart. Grässkorpa ingår i släktet Phyllachora och familjen Phyllachoraceae.  Arten är reproducerande i Sverige.

## Underarter
Arten delas in i följande underarter:
- beckerae-polystachyae
- cynodonticola
- bambusae
- panicicola
- graminis
- oplismeni